# إيوانيس كابودستردياس
إيوانيس كابودسترياس Ioannis Kapodistrias (11 فبراير 1776 – 9 أكتوبر 1831) كان رجل دولة يوناني.
خدم كوزير خارجية للإمبراطورية الروسية، وكان أحد أبرز السياسيين والدبلوماسيين الأوروبيين.
بعد فترة طويلة في مهنة مميزة في السياسية والدبلوماسية الأوروربية انتخب كأول رئيس لدولة اليونان المستقلة من عام 1827 إلى 1831. ويعتبر مؤسس الدولة اليونانية الحديثة، ومهندس الاستقلال اليوناني عن الاحتلال العثماني.

## روابط خارجية
- إيوانيس كابودستردياس على موقع الموسوعة البريطانية (الإنجليزية)